# 那須塩原市立日新中学校
那須塩原市立日新中学校（なすしおばらしりつ にっしんちゅうがっこう）は、栃木県那須塩原市鍋掛にある公立中学校。

## 沿革

### 年表
- 1977年
  - 4月1日 - 黒磯市立鍋掛中学校と黒磯中学校の分離統廃合により、黒磯市立日新中学校として開校。
  - 12月13日 - 校歌制定
- 2005年1月1日 - 市町村合併により那須塩原市立日新中学校と改称。

## 教育方針
- 校心
  - 真剣・誠実・友愛
- 教育目標
  - 確かな学力
  - たくましい体力
  - 豊かなこころ
  - やりぬく気力

## 通学区域
通学区域は以下の通りである。
那須塩原市
- 東栄1-2丁目
- 安藤町
- 原町
- 下黒磯
- 黒磯7区
- 鍋掛豊浦
- 雇用促進住宅

- 東豊浦
- 下豊浦
- 青葉台
- 豊岡
- 石田坂・赤沼
- 寺子

- 熊久保
- 越堀西
- 越堀
- 鍋掛
- 樋沢
- 野間

- 鍋掛原
- 長久保
- 鍋掛東町
- 日新
- 望田
- 新堀

## 交通
- JR東北本線（宇都宮線）黒磯駅より徒歩32分（約2.3km）
- 那須塩原市営バス（ゆーバス）鍋掛線 日新中学校前バス停より徒歩5分（約396m）